# Ferme tes jolis yeux
 (octobre 2012).
Si vous disposez d'ouvrages ou d'articles de référence ou si vous connaissez des sites web de qualité traitant du thème abordé ici, merci de compléter l'article en donnant les références utiles à sa vérifiabilité et en les liant à la section « Notes et références ».

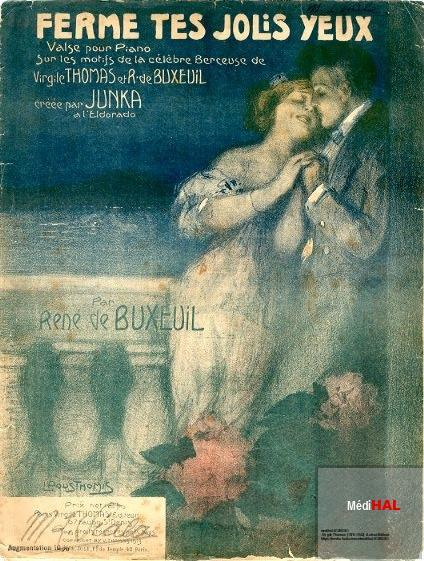
Ferme tes jolis yeux.

Ferme tes jolis yeux est une chanson écrite par René de Buxeuil et Virgile Thomas en 1913. Elle a été reprise par divers artistes, et utilisée comme comptine pour enfants.

## Paroles
Refrain : 

Ferme tes jolis yeux

Car les heures sont brèves

Au pays merveilleux

Au beau pays du rêve

Ferme tes jolis yeux

Car tout n'est que mensonge

Le bonheur n'est qu'un songe

Ferme tes jolis yeux

## Reprises
- 1930 : elle est interprétée dans le film La Petite Lise de Jean Grémillon
- 1932 : Berthe Sylva
- 1940 : Albert Viau & François Brunet
- 1961 : Les Jérolas
- 1986 : elle est chantée à plusieurs reprises dans le film Mauvais Sang de Leos Carax[1]